# 조수황
조수황(趙秀晃, 1996년 9월 19일~)은 대한민국의 국악인이다.
1996년 서울에서 태어났다. 11세에 계정(繼汀) 신영희(申英姬) 명창 문하에 입문하여 춘향가, 흥보가, 심청가를 사사하였다. 이외에도 안숙선에게 수궁가, 이난초에게 심청가, 정회석에게 적벽가를 익혔으며 2016년 국가무형유산 판소리 ‘춘향가’ 이수자로 선정되었다.
피아니스트 손열음·조성진, 바이올리니스트 김봄소리 등 국내 최정상 서양 클래식 음악가들이 수상한 한국음악상 ‘젊은 음악가상’(구 신인상)을 국악인 최초로 수상하였고, 2020년 국악방송의 주관으로 약 2시간 분량의 남도민요 주요곡 음반을 남성 소리꾼 최초로 발매하였다. 
2022년 제24회 대한민국 남도민요경창대회에서 명창부 대상으로 대통령상을 최연소 수상하였으며, 2023년 국립창극단에 입단하였다.

## 학력
- 경복초등학교 (졸업)
- 국립국악중학교 (졸업)
- 국립국악고등학교 (졸업)
- 서울대학교 국악과 학사 (졸업)

## 경력
- 2013 중요무형문화재 제5호 판소리(춘향가:신영희) 전수생 등록.
- 2016 중요무형문화재 제5호 판소리(춘향가) 이수자 선정.
- 2017 제18대 서울대학교 음악대학 학생회장 역임.
- 2018 제19대 서울대학교 음악대학 학생회장 역임.
- 2019 제20대 서울대학교 음악대학 학생회장 역임.
- 2022 국립부산국악원 정단원 역임.
- 2023 국립창극단 입단.

## 공연
- 2015. 한국문화재재단 주최 <득음지설(得音知說)-'춘향가:신영희'> Sub Artist 출연 (국가무형문화재 전수회관)
- 2016. 미국 ‘Korean Music Ensemble’ 초청공연 (LA, Austin)
- 2017. 카자흐스탄 문화부 ‘아스타나 세계 엑스포’ 기념 초청공연 (Astana)
- 2017. 만정제 춘향가 독창회 (서울돈화문국악당)
- 2018. 주태국 한국문화원 초청 공연 (Bangkok)
- 2018. 주라오스대한민국대사관 국경일 기념 행사 초청공연 (Vientiane)
- 2019. 대한민국 임시정부 수립 100주년 기념 주이집트대한민국대사관 초청공연 (Cairo)
- 2019. 유럽 4개국 순회 공연 (독일, 네덜란드, 벨기에, 영국)
- 2020. 만정제 흥보가 완창 (국립민속국악원 예음헌)
- 2021. 뮤지컬 <금악> (경기아트센터 대극장)
- 2021. 국립남도국악원 초청공연 ‘해설과 함께하는 만정제 춘향가’ (국립남도국악원 진악당)
- 2021. ‘자연의 위로 ‘사계’ With 조수황’ 개인 쇼케이스 공연 (국립극장 별오름극장)
- 2022. 불가리아 ‘소피아 뮤직 위크스’ 국제 페스티벌 초청공연 (Sofia)
- 2023. 판소리 '흥보가_만정제' 완창 (국립부산국악원 예지당)
- 2023. 부산세계박람회 유치 기원 청와대 관저 초청공연
- 2023. 판소리 '흥보가_만정제' 완창 (국립부산국악원 예지당)
- 2023. 전주세계소리축제 국창열전 완창판소리 <'춘향가:신영희'> Sub Artist 초청 출연
- 2023. 부산세계박람회 유치 기원 청와대 관저 초청공연
- 2024. 국립창극단 창극 '변강쇠 점 찍고 옹녀' ('노고단 신령' 역, 국립극장 달오름극장)
- 2025. 문화체육관광부 주최 신년음악회 (국립극장 해오름극장)
- 2025. 국가무형유산 판소리 종목 등재 60주년 기념 합동 공개행사 <득음지설 - '춘향가'> (국가유산청 주최, 국가무형유산 전수회관)
- 2025. 전주세계소리축제 개막공연 창극 <Pansori Theater 'Simcheong'> 초청 출연 외 다수

## 수상
- 2013년 문화체육관광부 장관상 수상
- 2014년 제30회 동아국악콩쿠르 판소리 학생부 금상
- 2016년 제32회 동아국악콩쿠르 판소리 일반부 금상
- 2018년 국무총리상 수상
- 2019년 2018 한국음악상 ‘젊은 음악가상’ 수상
- 2022년 제24회 대한민국 남도민요경창대회 명창부 대상 (대통령상)
- 2023년 제8회 INAK 사회공헌대상 ‘문화공로대상’
- 2023년 국회 문화체육관광위원장 표창 (문화 발전 기여)

## 같이 보기
- 김소희
- 신영희
- 국악
- 판소리
- 춘향가